# Mauiuggla
Mauiuggla (Grallistrix erdmani) är en förhistorisk utdöd fågel i familjen ugglor inom ordningen ugglefåglar. 

## Förekomst och utdöende
Mauiugglan förekom enbart på ön Maui i Hawaiiöarna och beskrevs 1991 utifrån benlämningar funna i en grotta nära Puu Makua. När den dog ut är oklart, men tros ha påverkats kraftigt när polynesierna anlände till ögruppen på 500-talet. Om ugglorna var marklevande var troligen den införda polynesiska råttan (Rattus exulans) ett hot mot både ägg och ungar. Dess subfossila lämningar har med hjälp av kol-14-metoden daterats till mellan år 1057 och 1440.

## Utseende och levnadssätt
Mauiugglan var liten, jämnstor med oahuugglan men med kortare lårben och längre, gracilare tars. Subfossila lämningar har hittats på sydsidan av Mount Haleakalas krater på en varierande höjd, mellan 305 och 1000 meter över havet. Det är därför troligt att arten förekom allmänt i olika miljöer på ön, på samma sätt som skrattugglan på Nya Zeeland.
Arterna i släktet har alla relativt långa ben och korta vingar för att vara ugglor. På engelska har de därför fått namnet styltugglor. Tårna var till och med kraftigare än en lappugglas. Det föranleder att tro att de var mycket starka i sina ben och avlivade sina byten genom att krossa dem. Ugglorna i Grallistrix var på flera sätt likartade skoglevande hökar i Accipiter till sin uppbyggnad. Eftersom detta släkte inte förekom i Hawaiiöarna tros ugglorna ha intagit dess ekologiska niche.